# Antología (álbum de Marco Antonio Solís)
Antología es un álbum recopilatorio lanzado por Marco Antonio Solís el 28 de enero del 2014.

## Disco 1
Todas las canciones son escritas y compuestas por Marco Antonio Solís.

| N.º | Título                          | Duración |  |
| 1.  | «O me voy o te vas»             | 4:49     |  |
| 2.  | «Mi eterno amor secreto»        | 3:45     |  |
| 3.  | «Donde estará mi primavera»     | 4:18     |  |
| 4.  | «Así como te conocí»            | 4:23     |  |
| 5.  | «La venia bendita»              | 3:13     |  |
| 6.  | «Se va muriendo mi alma»        | 4:34     |  |
| 7.  | «Desde que te perdí»            | 3:42     |  |
| 8.  | «Sigue sin mí»                  | 4:00     |  |
| 9.  | «Boca de ángel»                 | 4:02     |  |
| 10. | «Si te pudiera mentir»          | 4:24     |  |
| 11. | «Recuerdos, tristeza y soledad» | 4:30     |  |
| 12. | «Tu hombre perfecto»            | 4:23     |  |
| 13. | «Me vas a hacer llorar»         | 3:25     |  |
| 14. | «Amor en silencio»              | 3:56     |  |
| 15. | «Invéntame»                     | 3:31     |  |
| 16. | «Se que me va a dejar»          | 4:20     |  |
| 17. | «Mi último adiós»               | 3:43     |  |
| 18. | «Tu dulce y mi sal»             | 6:17     |  |

## Disco 2
Todas las canciones son escritas y compuestas por Marco Antonio Solís.

| N.º | Título                      | Duración |  |
| 1.  | «Más que tu amigo»          | 3:32     |  |
| 2.  | «Cuando te acuerdes de mi»  | 4:41     |  |
| 3.  | «El peor de mis fracasos»   | 4:14     |  |
| 4.  | «Qué pena me das»           | 4:10     |  |
| 5.  | «Tu amor o tu desprecio»    | 3:17     |  |
| 6.  | «Que te quieran más que yo» | 4:22     |  |
| 7.  | «A que me quedo contigo»    | 4:19     |  |
| 8.  | «Prefiero partir»           | 4:34     |  |
| 9.  | «Acepto mi derrota»         | 4:11     |  |
| 10. | «La última parte»           | 4:37     |  |
| 11. | «O soy o fui»               | 4:01     |  |
| 12. | «Si no te hubieras ido»     | 4:49     |  |
| 13. | «El masoquista»             | 3:35     |  |
| 14. | «Ya aprenderás»             | 3:48     |  |
| 15. | «Los dos contra mi»         | 3:49     |  |
| 16. | «Tu par»                    | 3:58     |  |
| 17. | «Hermano»                   | 5:11     |  |
| 18. | «Con la vida comprada»      | 3:36     |  |

## Disco 3
Todas las canciones son escritas y compuestas por Marco Antonio Solís.

| N.º | Título                | Duración |  |
| 1.  | «Sin lado izquierdo»  | 4:20     |  |
| 2.  | «Ya nada es igual»    | 3:10     |  |
| 3.  | «En desventaja»       | 3:22     |  |
| 4.  | «Para que seas feliz» | 4:54     |  |
| 5.  | «Tú compañero»        | 3:35     |  |
| 6.  | «Fue mejor así»       | 3:58     |  |
| 7.  | «Pirekua Michoacana»  | 4:37     |  |
| 8.  | «En el mismo tren»    | 4:10     |  |
| 9.  | «Desde afuera»        | 4:13     |  |
| 10. | «Mujeres solitas»     | 3:25     |  |
| 11. | «Un par de humanos»   | 4:42     |  |
| 12. | «El milagrito»        | 3:37     |  |
| 13. | «Nuestra confesión»   | 3:35     |  |
| 14. | «El diablillo»        | 3:48     |  |
| 15. | «Si me puedo quedar»  | 3:42     |  |
| 16. | «Razón de sobra»      | 4:10     |  |
| 17. | «Se que te irá mejor» | 4:10     |  |
| 18. | «Hay veces»           | 4:48     |  |

## Disco 4
Todas las canciones son escritas y compuestas por Marco Antonio Solís.

| N.º | Título                      | Duración |  |
| 1.  | «Pídemelo todo»             | 3:40     |  |
| 2.  | «Dios bendiga nuestro amor» | 3:54     |  |
| 3.  | «¿A dónde vamos a parar?»   | 3:48     |  |
| 4.  | «Tú me vuelves loco»        | 3:22     |  |
| 5.  | «No puedo olvidarla»        | 4:04     |  |
| 6.  | «Mi mayor sacrificio»       | 4:04     |  |
| 7.  | «Muévete»                   | 3:36     |  |
| 8.  | «Resignación»               | 3:48     |  |
| 9.  | «No molestar»               | 4:24     |  |
| 10. | «Hasta cuando»              | 3:49     |  |
| 11. | «Tú otra vez»               | 3:58     |  |
| 12. | «Te voy a esperar»          | 3:44     |  |
| 13. | «Quien sabe tú»             | 3:30     |  |
| 14. | «Deséame suerte»            | 3:10     |  |
| 15. | «Hay de amores a amores»    | 3:52     |  |
| 16. | «Él nunca te olvida»        | 3:49     |  |
| 17. | «Luna llena»                | 3:39     |  |
| 18. | «Te lo puedo asegurar»      | 3:33     |  |

## Versión DVD
Esta versión es únicamente de versiones de videos musicales del artista.

| N.º | Título                          | Duración |  |
| 1.  | «Qué pena me das»               |          |  |
| 2.  | «Muévete»                       |          |  |
| 3.  | «O me voy o te vas»             |          |  |
| 4.  | «Dónde estará mi primavera»     |          |  |
| 5.  | «La venia bendita»              |          |  |
| 6.  | «Tu amor o tu desprecio»        |          |  |
| 7.  | «Si te pudiera mentir»          |          |  |
| 8.  | «Me vas a hacer llorar»         |          |  |
| 9.  | «Más que tu amigo»              |          |  |
| 10. | «Recuerdos, tristeza y soledad» |          |  |
| 11. | «Sigue sin mi»                  |          |  |
| 12. | «Sin lado izquierdo»            |          |  |
| 13. | «Antes de que te vayas»         |          |  |
| 14. | «No puedo olvidarla»            |          |  |
| 15. | «Mi mayor sacrificio»           |          |  |
| 16. | «No molestar»                   |          |  |
| 17. | «Tú me vuelves loco»            |          |  |
| 18. | «¿A dónde vamos a parar?»       |          |  |

- Datos: Q16242426